# Замятнины
Замятнины — русские дворянские роды.
Московские дворяне Замятнины в XVI веке служили воеводами, головами, стряпчими. Они происходят от думного дворянина Василия Фёдоровича, умершего в 1515 году. Наиболее известны воеводы Юрий Иванович и его брат Яков Иванович.
Иван Гаврилович Замятнин был новгород-северским городовым дворянином (1634). Его потомками были Дмитрий Николаевич Замятнин и Павел Николаевич Замятнин. Род Замятниных внесён в VI часть родословной книги Нижегородской губернии
Другие роды Замятниных (всего — четыре) более позднего происхождения.

## Описание герба
Щит дважды рассечён-пересечён. Первая, третья и пятая части чёрные, разделённые золотым зубчатым крестом. Во второй, четвёртой и шестой частях червлёных, три золотые пояса сопровождаемые двенадцатью таковыми же пчёлами.
Щит увенчан дворянскими шлемом и короною. Нашлемник: семь серебряных опрокинутых стрел, поставленных веерообразно. Намёт: справа чёрный с золотом, слева червлёный с золотом. Щитодержатели: две серебряные борзые собаки, с червлёными глазами, языками и ошейниками. Девиз: «Acta sine verbis», золотыми буквами на чёрной ленте. Герб рода Замятниных внесён в Часть 11 Общего гербовника дворянских родов Всероссийской империи, стр. 30.